# Stefano Carra
Stefano Carra (Brescia, 1647 – XVII secolo) è stato un architetto italiano.
Figlio di Carlo Carra, lavorò nella bottega del padre. Nel anni 1688 realizzò, assieme al fratello Faustino, l'altare del Crocefisso nella chiesa prepositurale di Sant'Erasmo di Castel Goffredo e la facciata della Chiesa dei Santi Faustino e Giovita realizzata sempre nella seconda metà del seicento. A Brescia è ricordato come «maestro memorabile», insieme a Giovanni Battista Lantana (1581-1627) e Antonio Marchetti (1724–1791), per il palazzo Martinengo Villagnana. 